# كوشيما (ميازاكي)
مدينة كوشيما (بالإنجليزية: Kushima)‏ هي أحد المدن التابعة لمحافظة ميازاكي. تأسست رسميًا في 03/11/1954. ويقدر عدد سكانها بـ 21386 نسمة حسب تقدير مكتب الإحصاء الياباني لعام 2012. تبلغ مساحة كوشيما 294.96 كم2. بكثافة سكانية تبلغ 72.5 نسمة/كم2.

## روابط خارجية
- الموقع الرسمي لمدينة كوشيما
- مكتب الإحصاءات البريطاني